# Heser malefactor
Heser malefactor – gatunek pająka z rodziny worczakowatych.
Gatunek ten został opisany w 2005 roku przez Tatianę K. Tunewą.
Pająk o ciele długości 3,63 do 4,53 mm, w tym 1,63 do 2 mm karapaksu. Karapaks szarożółty. Sternum żółte, brązowe na brzegach. Odnóża szarożółte. Odwłok szary. Samiec ma poprzeczny embolus i zakrzywiony wierzchołek apophysis retrolateralis goleni. Zarówno apofizy te jak i całe golenie są u niego dłuższe niż u H. aradensis. Samica ma trójkątne epigynum z przewodami opatrzonymi dużymi gruczołami dodatkowymi.
Gatunek palearktyczny, znany z kanionu rzeki Szaryn w ujgyr audany w obwodzie ałmackim w Kazachstanie.